# 66 minutes
66 minutes est une émission de télévision française d'information hebdomadaire diffusée sur M6 depuis le 1er octobre 2006. Conçue par son rédacteur en chef François Ducroux, elle est présentée par Aïda Touihri jusqu'à l'été 2012 (dont elle est rédactrice en chef-adjointe), puis par Xavier de Moulins à partir du 26 août 2012. Depuis la rentrée 2023, elle est présentée par Kareen Guiock Thuram.

## Principe
L'émission fait le tour de l'actualité en traitant de faits divers, actualité internationale, campagne présidentielle, coulisses du show-biz, etc.

## Diffusion
L'émission est diffusée chaque dimanche à 17h20.
Du 22 avril 2008 au 24 juin 2009, l'émission était également diffusée en première partie de soirée le mardi puis le mercredi soir. À la fin de l'émission s'ajoutait une grande enquête télévisuelle qui informait les téléspectateurs 66 minutes, l'enquête.
Le 8 novembre 2009, Aïda Touihri, souffrante, est remplacée par Mélissa Theuriau à la présentation de l'émission.
Le 12 juin 2011, l'émission fête son 200e numéro avec des interviews, une compilation d'extraits de sujets dans l'émission, un extrait du sujet sur La ministre rebelle et même une interview de Rama Yade.
En juillet 2011, le magazine 66 minutes passe au grand format avec 66 minutes et 66 minutes : la suite.
En juillet 2012, Aïda Touihri quitte M6, arrête la présentation de l'émission et est remplacée par Xavier de Moulins à partir du 26 août 2012.
Le 5 mai 2013, Xavier de Moulins, absent, est remplacé par Laurie Desorgher à la présentation de l'émission.
Du 25 aout 2013 au 28 aout 2016, un nouveau plateau a été dévoilé dans l'émission.
Depuis le 25 aout 2013, un deuxième partie intitulée 66 minutes : grand format fait son apparition dans l'émission.
Le 11 janvier, le 15, 22 novembre 2015 et le 9 décembre 2018, en raison des attentats de Charlie Hebdo et de Paris, puis en raison d'une mobilisation des Gilets Jaunes à Paris, l'émission est intitulée 66 minutes : spéciale.
Le 26 avril et le 3 mai 2015, c'est Nathalie Renoux qui remplace Xavier de Moulins à la présentation de l'émission.
Du 30 aout 2015 au 17 septembre 2017, une première partie intitulée 66 minutes : le doc fait son apparition dans l'émission.
Le 24 avril et le 10 juillet 2016, après Nathalie Renoux, c'est Marie-Ange Casalta qui remplace Xavier de Moulins à la présentation de l'émission.
Depuis le 4 septembre 2016, un nouveau plateau a été dévoilé et l'émission n'a pas pu fêter ses 10 ans le 2 octobre 2016.
Depuis le 3 juin 2018, l'émission se dote d'une nouvelle formule. Le générique et le nouveau plateau, quant à eux, n'ont toujours pas dévoilés.
Le 5 mai 2019, Xavier de Moulins était en vacances. Exceptionnellement, à la place de Kareen Guiock (joker) qui devrait assurer l'émission, c'est Marie-Ange Casalta qui remplace les deux présentateurs à la présentation de l'émission. À noter qu'elle a remplacé Xavier de Moulins le 24 avril et le 10 juillet 2016.
Exceptionnellement le 2 juin 2019, à la place de Xavier de Moulins et Kareen Guiock, c'est Marie-Ange Casalta qui les remplace à la présentation du magazine. Marie-Ange Casalta devient la deuxième joker de Xavier de Moulins à la présentation de l'émission, elle les remplace de temps en temps en cas d’indisponibilité pour les deux présentateurs.
Marie-Ange Casalta remplace de temps en temps Xavier de Moulins à la présentation de l'émission.

## Audiences
- Le 12 octobre 2009, le magazine a rassemblé 1,8 million de téléspectateurs en moyenne, pour une part d’audience de 14,2 % auprès du public des 4 ans et plus, ainsi il a réalisé sa meilleure audience de la saison[réf. nécessaire].
- Le 3 janvier 2010, l'émission a rassemblé 2,6 millions de téléspectateurs en moyenne, pour une part d’audience de 14,9 % auprès du public des 4 ans et plus[réf. nécessaire].
- Le 10 octobre 2010, l'émission a réuni 2,3 millions de téléspectateurs, pour une part d'audience de 16,9 % auprès de l'ensemble du public. À noter que le magazine affiche ainsi sa meilleure part d’audience auprès des 4 ans et plus depuis deux ans et réalise une excellente performance de l’émission auprès des Ménagères de moins de 50 ans, avec une part d’audience de 21,3 % auprès de ce public[réf. nécessaire].
- Le 5 mars 2012, l’édition spéciale du magazine 66 minutes avec le documentaire inédit « Naufrage du Concordia : révélations sur une nuit de cauchemar », a rassemblé 3 100 000 téléspectateurs, pour une part d'audience de 15,4 % auprès de l'ensemble du public[réf. nécessaire].
- Le 8 décembre 2013, un sujet sur les cadeaux de Noël, le label « fait maison » et les squatteurs, atteint un record d’audience. avec 2,5 millions de téléspectateurs, soit 14,5 % du public, meilleure performance du programme depuis août 2012[4].
- Le 12 juin 2011, le magazine 66 minutes fête son 200e numéro devant 2 200 000 téléspectateurs et 15,9 % de part de marché[5].